# David Canabarro
David Canabarro är en kommun i Brasilien.   Den ligger i delstaten Rio Grande do Sul, i den södra delen av landet, 1 500 km söder om huvudstaden Brasília. Antalet invånare är 4 683.
I omgivningarna runt David Canabarro växer huvudsakligen savannskog. Runt David Canabarro är det glesbefolkat, med 20 invånare per kvadratkilometer.